# Artos
Pour les articles homonymes, voir Artos (homonymie).
Cette page contient des caractères spéciaux ou non latins. S’ils s’affichent mal (▯, ?, etc.), consultez la page d’aide Unicode.

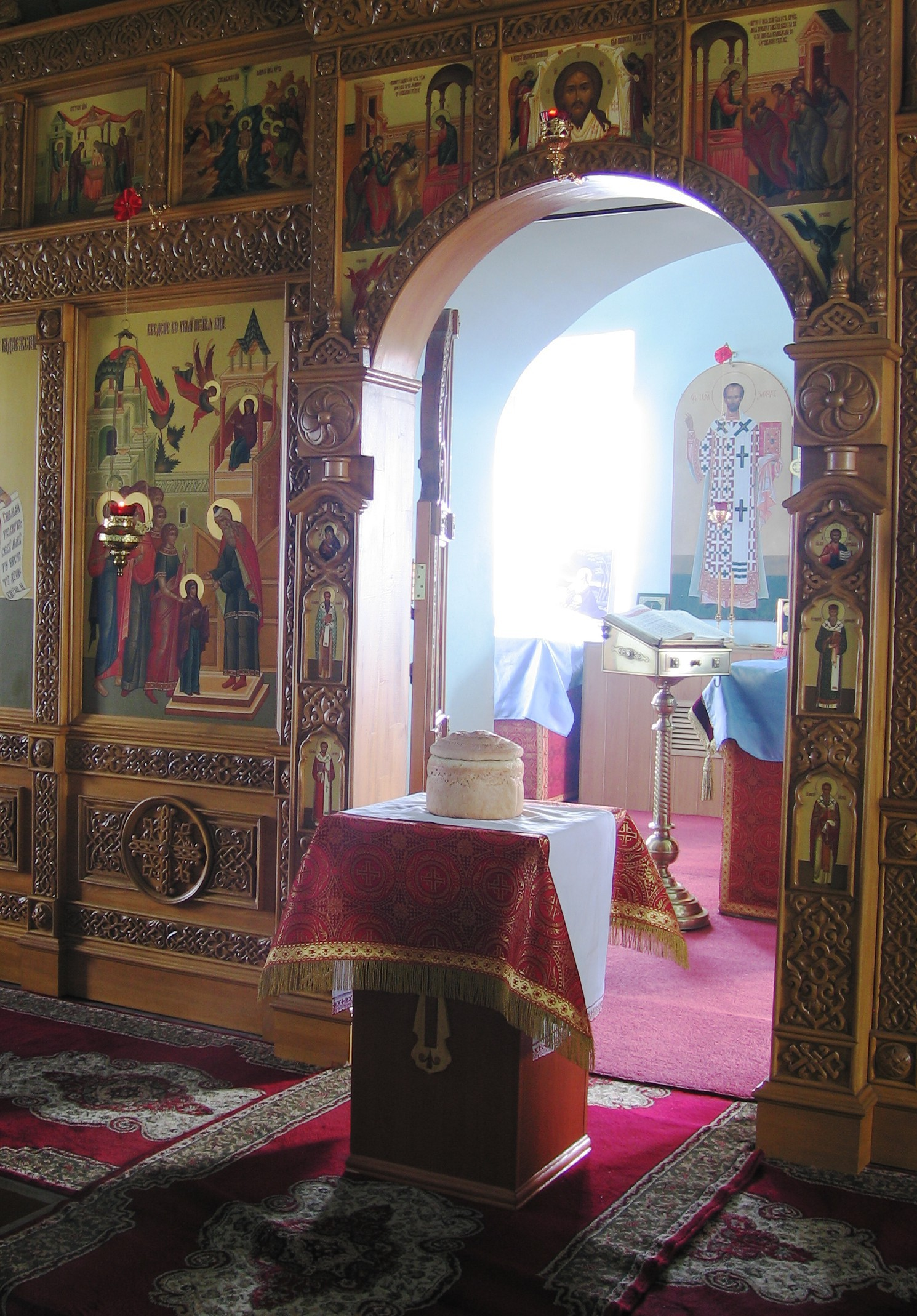
Artos pascal reposant devant les Saintes Portes ouvertes lors des offices de la Semaine radieuse.

L'Artos (du grec ancien : ἄρτος, ártos, « pain levé ») est une miche de pain levé qui est bénite durant les offices de Pâques des Églises d'Orient – Églises orthodoxes et Églises catholiques de rite byzantin. Cette grande miche de pain levé destinée à la fête a été cuite auparavant et marquée d'un sceau figurant la Résurrection. D'autres pains plus petits sont bénis durant les Vêpres de la Vigile pascale, au cours du rite de l'artoclase.

## Étymologie
En grec ancien, ἄρτος (ártos ) signifie « pain de froment ». 
En grec moderne, ce terme renvoie à l'emploi liturgique de pain de communion, le terme ordinaire pour désigner le pain étant ψωμί, psomí
.
Ce radical semble attesté dès le Mycénien dans le premier thème morphologique du mot composé --- a-to-po-qo, « boulangers » dans le syllabaire Linéaire B

,
.

## Artos pascal

### Rituel
Vers la fin de la Vigile pascale, après la prière devant l'ambon, un grand pain, l'Artos, est apporté au prêtre. Sur le dessus de l'Artos est figuré soit le symbole de la victoire du Christ sur la mort, soit la Croix surmontée d'une couronne d'épines, soit encore la Résurrection du Christ. L'Artos symbolise la présence physique du Christ ressuscité au milieu de ses disciples. Le prêtre bénit l'Artos par une prière spéciale et l'asperge d'eau bénite. Celui-ci est ensuite placé sur une petite table devant l'iconostase où il demeurera tout au long de la Semaine radieuse. Il est d'habitude, pour les fidèles qui entrent dans l'église, de baiser l'Artos en salut au Christ ressuscité. Chaque jour de la Semaine radieuse, après la Divine Liturgie pascale ou après l'Apodeipnon pascal (Matines pascales), l'Artos est porté autour de l'église en procession solennelle.
Dans les monastères, l'Artos est apporté au réfectoire chaque jour de la Semaine radieuse. À la fin de chaque repas de cette période de fête, l'Artos est érigé en une cérémonie appelée Élévation de l'Artos. L'officiant élève l'Artos devant lui et s'exclame : « Christ est ressuscité ! » Tous répondent : « Il est vraiment ressuscité ! » Puis l'officiant trace en l'air un signe de croix avec l'Artos et dit : « Célébrons Sa Résurrection au troisième jour ! ». On chante ensuite deux hymnes pascaux ; chacun s'avance pour baiser l'Artos et recevoir la bénédiction du Supérieur pendant que tous chantent le Tropaire pascal à plusieurs reprises.
Au samedi de la Semaine radieuse (P + 6), le prêtre dit une dernière prière devant l'Artos. Celui-ci est alors rompu et distribué à toute l'assemblée avec la prosphore.

### Signification du rituel
L'Artos remémore à tous les fidèles les événements liés à la Résurrection du Christ. Jésus, sur terre, se dénommait lui-même le pain de vie : « Je suis le pain de vie. Celui qui vient à moi n'aura jamais faim, et celui qui croit en moi n'aura jamais soif. » (Jean 6:35). Après la Résurrection, les Écritures disent que Jésus apparut plusieurs fois à ses disciples, mangea avec eux et bénit leur repas : par exemple, à la fin du premier jour de la Résurrection, il fut reconnu à Emmaüs par deux de ses disciples, avec lesquels il bénit et rompit le pain (Luc 24:13-35). Au quarantième jour de la Résurrection, Jésus monta au ciel ; ses disciples et ses fidèles se réjouirent de sa mémoire : ils se rappelèrent de chacun de ses mots, de ses pas et de ses actions. Lorsqu'ils se réunissaient dans une prière commune, ils partageaient le Corps et le Sang du Christ, en souvenir de la dernière Cène et il laissaient une place libre à la tête de la table pour la présence invisible du Christ et y disposaient le pain. Les Pères de l'Église disposèrent d'élever l'Artos lors des fêtes pascales en mémoire de ses disciples et en célébration du Christ, pain de vie, invisiblement et à jamais présent dans son Église.
Si des pains spécialement préparés, les koulitchi sont rompus et mangés au premier jour de Pâques, l'Artos est conservé intact tout au long de la Semaine radieuse comme signe de la présence du Christ ressuscité parmi ses fidèles et n'est rompu et distribué qu'au samedi qui la clôt. Ainsi la Semaine radieuse commence et s'achève par la consommation commune de pain spécialement confectionné et bénit.
L'Artos peut aussi être mis en correspondance avec le pain non levé de l'Ancien Testament que les Hébreux, délivrés d'Égypte, confectionnèrent à la hâte avant le passer la mer Rouge (Exode 12:15-20). Cyril, évêque de Tourov, qui vivait au XIIe siècle en Russie, dit, lors d'un sermon du dimanche d'après Pâques :
« 
Les Juifs portaient le pain non levé sur leur tête dans la traversée du désert d'Égypte (Exode 12:34) jusqu'à ce qu'ils aient traversé la mer Rouge ; après quoi ils dédièrent ce pain à Dieu, le divisèrent entre eux et, après qu'il en eurent tous mangé devinrent… terribles pour leurs ennemis. De même, sauvé par la Résurrection du Pharaon du mal qu'est le Diable, nous élevons le pain béni, l'Artos, depuis le jour de la Résurrection du Christ, et, enfin, ayant dédié ce pain à Dieu, nous le mangeons et le conservons pour la santé du corps et de l'âme.
 »
Une coutume encore suivie des chrétiens orthodoxes russes consiste à conserver une portion de l'Artos tout au long de l'année afin de pouvoir le consommer dans les périodes de maladie ou de détresse, accompagné des prières et dévotions nécessaires, avec de l'eau bénite lors de la Théophanie du Seigneur.

## Artoclase

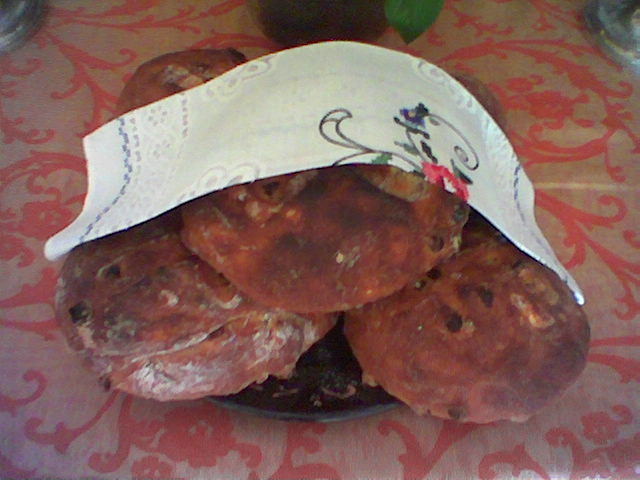
Pains préparés pour l'artoclase.

Les jours de fête, à la fin des Vêpres, le prêtre bénit le pain (Matthieu 14:17), le froment, le vin et l'huile. Puis le prêtre prend l'un des pains et le rompt, ce qui donne son nom à ce rituel : Artoclase, « rompre le pain » ; en grec moderne : αρτοκλασία, artoklasía. 
Les pains de l'artoclase sont marqués avant cuisson avec un sceau (comme les prosphores) pour la Divine Liturgie. Ce sceau peut représenter l'image d'un saint ; ce peut être une simple croix, assortie parfois d'une courte prière comme « Que la bénédiction du Seigneur soit sur nous. Amen. ».